# La Candelaria, Playa Vicente
La Candelaria är en ort i Mexiko.   Den ligger i kommunen Playa Vicente och delstaten Veracruz, i den sydöstra delen av landet, 400 km sydost om huvudstaden Mexico City. La Candelaria ligger 45 meter över havet och antalet invånare är 257.
Terrängen runt La Candelaria är platt. Runt La Candelaria är det ganska glesbefolkat, med 24 invånare per kvadratkilometer. Närmaste större samhälle är Playa Vicente, 1,5 km söder om La Candelaria. Omgivningarna runt La Candelaria är en mosaik av jordbruksmark och naturlig växtlighet.